# Liste des graminées officielles des États américains
La Liste des graminées officielles des États américains, présentée ci-après sous forme d'un tableau, recense les espèces de graminées adoptées  comme « herbes officielles » par certains États des États-Unis d'Amérique.

## Tableau
| État            | Graminée officielle                            | Nom scientifique                               | Image | année d'adoption |
| --------------- | ---------------------------------------------- | ---------------------------------------------- | ----- | ---------------- |
| Californie      | (Purple needlegrass)                           | Nassella pulchra                               |       | 2004             |
| Caroline du Sud | Herbe des indiens (Indian grass)               | Sorghastrum nutans                             |       | 2001             |
| Colorado        | Boutelou gracieux (Blue grama)                 | Bouteloua gracilis                             |       | 1987             |
| Dakota du Nord  | Agropyre de l'Ouest (Western wheatgrass)       | Pascopyrum smithii (Agropyron smithii)         |       | 1977             |
| Dakota du Sud   | Agropyre de l'Ouest (Western wheatgrass)       | Agropyron smithii                              |       |                  |
| Illinois        | Barbon de Gérard (Big bluestem)                | Andropogon gerardii                            |       | 1989             |
| Kansas          | schizachyrium à balais (Little bluestem)       | Schizachyrium scoparium (Andropogon scoparius) |       | 2010             |
| Minnesota       | Riz sauvage (Wild rice)                        | Zizania aquatica                               |       |                  |
| Missouri        | Barbon de Gérard (Big bluestem)                | Andropogon gerardii                            |       | 2007             |
| Montana         | Agropyre à épi (Bluebunch wheatgrass)          | Agropyron spicatum                             |       |                  |
| Nebraska        | schizachyrium à balais (Little bluestem)       | Schizachyrium scoparium (Andropogon scoparius) |       |                  |
| Nevada          | Stipe à glumes membraneuses (Indian ricegrass) | Oryzopsis hymenoides                           |       |                  |
| Nouveau-Mexique | Boutelou grâcieux (Blue grama)                 | Bouteloua gracilis                             |       |                  |
| Oklahoma        | Herbe des indiens (Indian grass)               | Sorghastrum nutans                             |       |                  |
| Texas           | Grand boutelou (Sideoats grama)                | Bouteloua curtipendula                         |       | 1971             |
| Utah            | Stipe à glumes membraneuses (Indian ricegrass) | Oryzopsis hymenoides                           |       | 1990             |
| Washington      | Agropyre à épi (Bluebunch wheatgrass)          | Agropyron spicatum                             |       | 1989             |
| Wyoming         | Agropyre de l'Ouest (Western wheatgrass)       | Agropyron smithii                              |       |                  |